# Hermann Prell

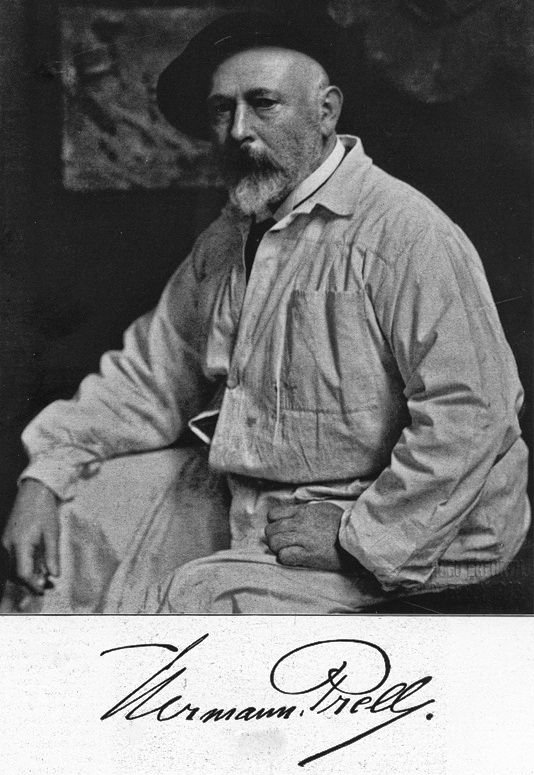
Hermann Prell (1914)

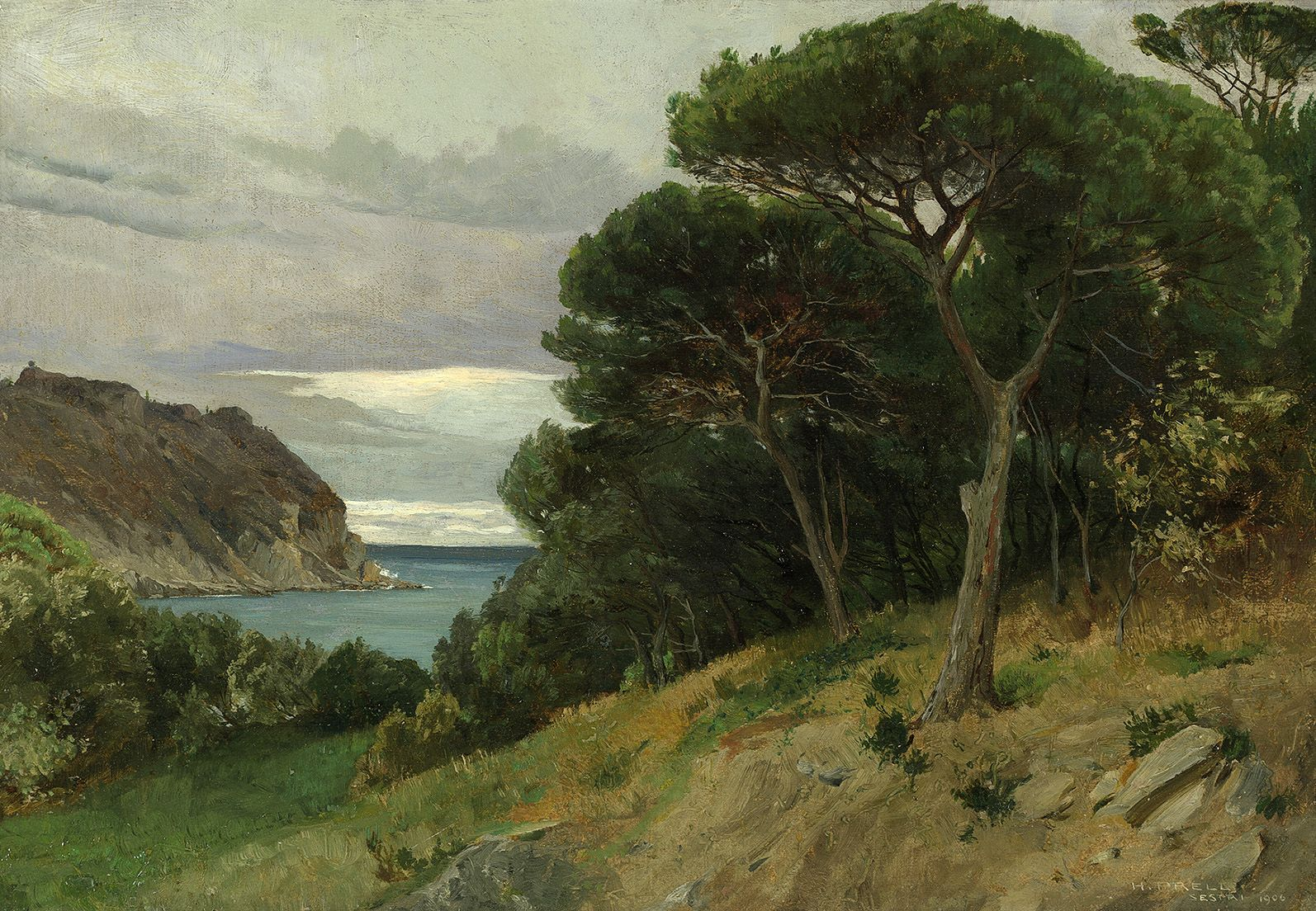
Hermann Prell: Küste bei Sestri Levante, 1906

Hermann Prell (* 29. April 1854 in Leipzig; † 18. Mai 1922 in Loschwitz [seit 1922 Stadtteil von Dresden]) war ein deutscher Bildhauer, Historien- und Monumentalmaler sowie Geheimer Rat und Professor an der Akademie der Bildenden Künste in Dresden.

## Leben
Prell war der Sohn des Seidenwarenhändlers und späteren Übersetzers Eduard Prell-Erckens (1814–1898) und dessen Ehefrau (geborene Kropp). Da der Vater dem Wunsch des Sohnes Maler zu werden eher ablehnend gegenüberstand, versuchte Prell diesen durch das Einholen einer Expertise umzustimmen. Dafür sandte er einen Entwurf an den damals führenden Kunstexperten Wilhelm von Kaulbach mit der bitte zu beurteilen, ob er genügend Talent für diesen Beruf mitbrachte. Dieser schrieb eine ausführliche Antwort an den Vater, so dass dieser nun dem Begehren des Sohnes nachgab. Prell verließ daraufhin das Gymnasium und begann 16-jährig ein Studium an der Kunstakademie Dresden unter Theodor Grosse, um 1876 zu Carl Gussow an die Berliner Akademie zu wechseln. Der fast gleichaltrige Max Klinger war wie vor allem Arnold Böcklin sein großes Vorbild. In den Jahren 1879 bis 1881 hielt er sich in Rom auf und kehrte anschließend nach Berlin zurück. Hans von Marées, der ihn in Rom unterrichtet hatte, nahm eine skeptische Haltung zu ihm ein. Nachdem er bereits seit 1886 an der Berliner Kunstakademie gelehrt hatte, erfolgte 1892 die Berufung zum Professor an die Dresdner Kunstakademie. 1893 oder 1894 erhielt er auf der Großen Berliner Kunstausstellung eine große Goldmedaille. Er wurde zudem mit dem Kronen-Orden IV. Klasse ausgezeichnet.
Prell war
- Mitglied der Akademien der Künste in Berlin, Dresden und Rom
- ordentliches Mitglied und Vorsitzender der künstlerischen Sachverständigen-Vereinigung
- Ehrenmitglied der Dresdner Kunstgenossenschaft und der Römischen Künstlervereinigung

Am 1. November 1886 heiratete er die Kunstmalerin Sophie Sthamer (1855–1940). Prell ging 1914 in den Ruhestand. Sein Atelier und seine Wohnung befanden sich ab 1897 in einer Villa am Elbhang. Bis 1902 wohnte er in der Pillnitzerstr. 26. Sein Wohnsitz wird spätestens ab 1909 mit Schillerstr. 27 in Dresden-Loschwitz angegeben. Sein Sohn war der Tharandter Zoologe Heinrich Prell (1888–1962). Sein Bruder war der Landschaftsmaler Walter Prell (1857–1935).
Mit Alfred Messel, Otto Lessing und Christian Behrens verband Prell eine fruchtbare künstlerische Zusammenarbeit.

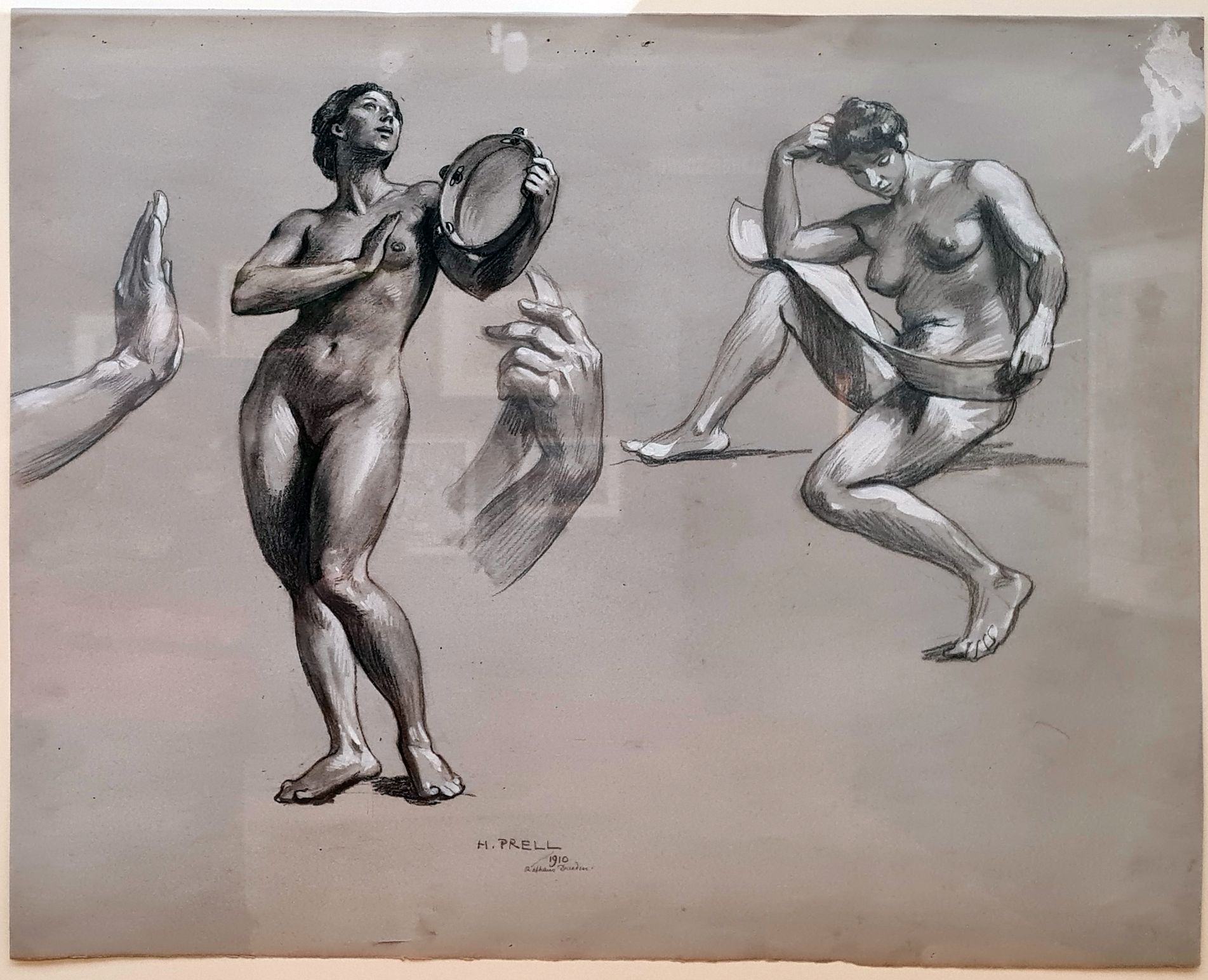
„Figur einer Muse“ (Aktstudie für den Festsaal des neuen Rathauses, 1910)

Die Hauptbedeutung Prells liegt im Bereich der Monumentalmalerei, da ihn sein Sinn für pomphaft-dekorative Wirkung, wie sie in der Wilhelminischen Ära gefordert war, besonders für dieses Fach empfahl. Ausgehend von Studien setzte Prell auf einen auf den Formen der Hochrenaissance basierenden Idealstil, der aber auf naturalistisch-illusionistische Wirkung zielte. In der Gesamtkomposition seiner Zyklen war Prell bestrebt, die Wand im Sinne des Barock zu ignorieren und durch fiktive Durchbrechungen derselben dem Besucher das Gefühl der Raumerweiterung zu geben.
Im Februar 1945 verbrannten viele seiner Gemälde im Gebäude des Auswärtigen Amtes in Berlin sowie bei den Luftangriffen auf Dresden seine Darstellungen aus der griechischen Mythologie im Treppenhaus des Albertinums und im Festsaal des Neuen Rathauses.
Hermann Prell wurde im Prellschen Erbbegräbnis in der III. Abteilung des Neuen Johannisfriedhofs in Leipzig beerdigt. Die Urne seiner Frau wurde 1940 ebenda beigesetzt.

## Werke (Auswahl)
Gemälde

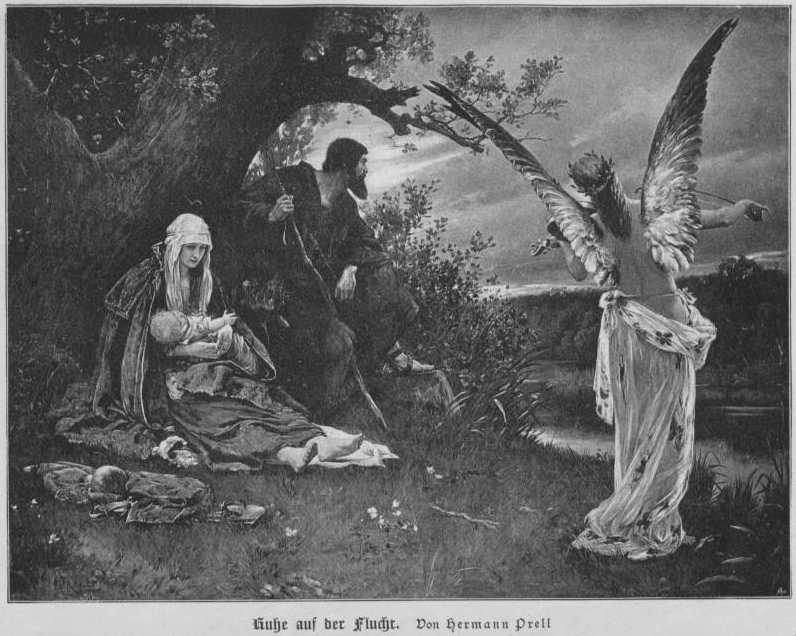
Ruhe auf der Flucht

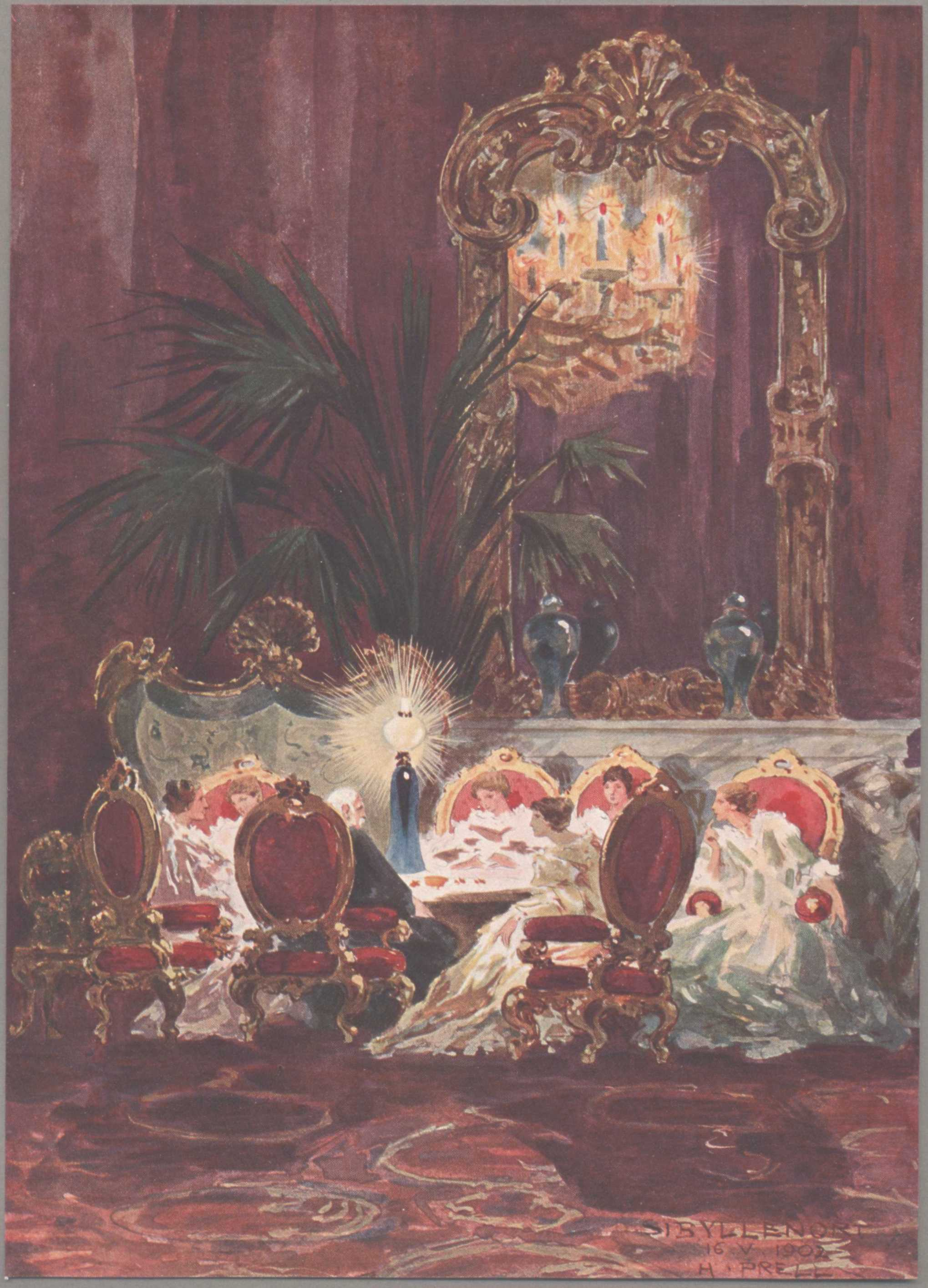
König Albert in Sibyllenort (16. Mai 1902), Skizze

- Der Heilige Georg und der Erzengel Michael töten den Drachen, 1908 Heliogravure, gewidmet Martin Wigand, Blattgröße beträgt ca. 36,5 an 20,2 cm.
- Die letzte Jagd
- Die Wasserfrau
- Exzellenz Mohr
- Prometheus
- Würfel Wasserfrau
- Würfel letzte Jagd, 1878

Büsten
- Otto Schiller, 1887–1891, Staatliche Kunstsammlungen Dresden Albertinum

Skulpturen
- Weibliche Herme, Skulptur, 1883–1885, Marmor, farbig gefasst durch ihn, Museum der Schönen Künste, Leipzig
- Aphrodite (Bronzestatue), Prometheus (Bronzestatue) ausgestellt 1901 in der Großen Berliner Kunstausstellung und  1902 in der Jubiläums-Kunst-Ausstellung in Karlsruhe

## Ehrungen
- Nach der Eingemeindung von Loschwitz nach Dresden 1922 wurde die nach dem Fabrikanten Carl Emil Eschebach benannte Eschebachstraße in Hermann-Prell-Straße umbenannt, da es im Stadtteil Pieschen bereits eine gleichnamige Straße gab.

## Schüler
- Otto Fischer (1870–1947)